# Gisement de carottes
Pour plus de détails, voir Fiche technique et Distribution.
Gisement de carottes (titre original : Oily Hare) est un court métrage d'animation américain de la série des Merrie Melodies réalisé par Robert McKimson, mettant en scène Bugs Bunny, sorti le 26 juillet 1952.